# Новый журнал
«Новый журна́л» (англ. The New Review) — ежеквартальный литературно-публицистический журнал русского зарубежья.

## История издания
Замысел эмигрантского толстого журнала возник у Марка Алданова и Михаила Цетлина во время Второй мировой войны ещё до их бегства из Франции в США.
Журнал начал выходить с 1942 года в Нью-Йорке как продолжение парижских «Современных записок» и с тех пор выходит без перерыва четыре раза в год. В первой редакционной статье характер журнала определялся ключевыми словами: Россия — свобода — эмиграция. «Все наши мысли — с ней», — говорилось о России. — «Мы всей душой желаем России полной победы. Каждое её поражение, каждую её неудачу мы воспринимаем как большое несчастье, каждую победу как великую радость». Тем не менее, журнал не собирался замалчивать преступления коммунистического режима: «Мы считаем своим печальным долгом говорить о том, о чём не могут сказать <…> оставшиеся в России». Иначе «нам было бы впоследствии стыдно смотреть в глаза миллионам русских людей, находящихся в советских тюрьмах и концентрационных лагерях». Что касается эмиграции, то «наша цель», — писали редакторы, — «её единение ради помощи России».
«Новый журнал» с самого начала обращался к широкой аудитории, независимо от её идеологии (исключались идеологии нацизма и коммунизма).
С 1946 по 1959 год редактором журнала был Михаил Карпович, с 1966 по 1986 год — Роман Гуль, в 1986—1994 годах — Юрий Кашкаров, с 1995 года— Вадим Крейд, с 2005 года и по настоящее время — Марина Адамович.
В «Новом журнале» впервые на русском языке были опубликованы главы из романа Бориса Пастернака «Доктор Живаго» (1958), «Колымские рассказы» Варлама Шаламова (1966) . При помощи «Нового журнала» были собраны архивные документы, ставшие основой цикла Александра Солженицына «Красное колесо»
По состоянию на 2013 года, журнал распространяется в тридцати двух странах, на него подписаны все крупнейшие университеты и библиотеки мира.

## Направленность и редакционная политика
Журнал публикует повести и рассказы современных русских писателей зарубежья и России, современную русскую поэзию, неопубликованные произведения классиков русской литературы, историко-литературные труды, посвящённые различным аспектам культурной и литературной истории России и русского зарубежья, включая большой корпус архивных документов (мемуаристика, эпистолярия и т.п.), статьи по проблемам теории литературы и русского языка, статьи, рецензии, интервью, посвящённые современной русской литературе зарубежья, в том числе — ежеквартальные библиографические обзоры.
Главной задачей заявляется сохранение и развитие традиций русской классической культуры и обобщение опыта эмиграции. Редакция не вступает в переписку с авторами и не несёт ответственность за содержание публикуемых материалов, ставки авторских гонораров не сообщаются.

## Главные редакторы «Нового журнала»
- 1942—1946 — М. Алданов, М. Цетлин (основатели-редакторы).
- 1946—1959 — М. Карпович.
- 1959—1986 — Р. Гуль.
- 1959—1966 — Ю. Денике, Н. Тимашев.
- 1975—1976 — Г. Андреев, Л. Ржевский.
- 1981—1986 — Е. Магеровский.
- 1986—1990 — Редакционная коллегия.
- 1990—1994 — Ю. Кашкаров.
- 1994—1995 — А. Сумеркин.
- 1995—2005 — В. Крейд.
- с 2005 — М. Адамович.

## Редакция
- Марина Гарбер.
- Наталия Гастева.
- Стелла Гинзбург.
- Илья Куксин.
- Рудольф Фурман — ответственный секретарь.

## Редакционная коллегия
- Сергей Голлербах.
- Генрих Иоффе.
- Валентина Синкевич.
- Владимир фон Цуриков.
- Елена Краснощёкова.

## Премия имени О. Генри «Дары волхвов»
В 2010 году при информационной поддержке «Нового журнала» и газеты «Новое русское слово» компанией Vadimedia была учреждена премия имени О. Генри «Дары волхвов» для русских писателей со всего мира.

## Литературная премия им. Марка Алданова
В 2006 году Корпорацией «Нового журнала» учреждена и с 2007 года присуждается Литературная премия им. Марка Алданова за лучшую повесть года на русском языке, написанную автором, живущим за пределами Российской Федерации. Премия утверждена с целью сохранения и развития традиций русской литературы в контексте мировой культуры.

## Авторы
Авторами журнала были И. Бунин, А. Солженицын, И. Бродский, В. Набоков, Г. Адамович, Г. Иванов, Б. Зайцев, Г. Федотов, Ф. Степун, Арсеньев Алексей Борисович, Браун Николай Николаевич, Виссон Линн, Исаева Ольга Евгеньевна, Кураш Владислав Игоревич, Луцевич Людмила Федоровна и многие другие писатели и публицисты российской эмиграции.